# Генератор псевдослучайных чисел
Генератор псевдослучайных чисел (ГПСЧ, англ. pseudorandom number generator, PRNG) — алгоритм, порождающий последовательность чисел, элементы которой почти независимы друг от друга и подчиняются заданному распределению (обычно дискретному равномерному).
Современная информатика широко использует псевдослучайные числа в самых разных приложениях — от метода Монте-Карло и имитационного моделирования до криптографии. При этом от качества используемых ГПСЧ напрямую зависит качество получаемых результатов. Это обстоятельство подчёркивает известный афоризм математика ORNL Роберта Кавью: «генерация случайных чисел слишком важна, чтобы оставлять её на волю случая».